# Archidiacre de Wilts
L'Archidiaconé de Wilts (ou Wiltshire) est un archidiaconé du diocèse de Salisbury en Angleterre. L'archidiaconé est responsable de la discipline du clergé au sein de cinq doyennés (en) : Marlborough, Pewsey, Calne, Bradford et Devizes.
Sue Groom (en) est l'archidiaconesse de Wilts depuis le 22 février 2016

## Histoire
Les premiers archidiacres répertoriés dans le diocèse de Salisbury apparaissent peu après la conquête normande (comme dans toute l'Angleterre), et il y avait apparemment quatre archidiacres à l'origine. Cependant, aucun titre territorial n'est enregistré avant 1139. Les archidiaconés de l'époque étaient (par ordre d'ancienneté) : celui de Dorset, du Berkshire, de Sarum et du Wiltshire. Aujourd'hui, l'archidiaconé est généralement appelé « archidiaconé de Wilts », mais les deux noms ont été couramment utilisés au cours de l'histoire.

### Attribution des paroisses aux doyennés
De nombreux changements ont été apportés à la répartition des paroisses aux doyennés en 1951. Les paroisses de Charlton (en), Wilsford et North Newnton ont été transférées à Wilts depuis l'archidiaconé de Sarum (en) en 1955.

## Liste des archidiacres
| Certains archidiacres sans titres territoriaux sont enregistrés à partir de l'époque de la conquête normande ; voir Archidiaconé de Salisbury (en). - avant 1139–1139 : Azo (probablement le dernier doyen de Salisbury) - avant 1139–après 1157 : Roger de Ramsbury - avant 1161–1164 : Reginald Fitz Jocelin (en) - avant 1173–après 1173 : Guillaume - avant 1179–après 1189 : Richard de Wilton - 1193 : Humphrey de Bassingbourn ou de Bassingeburn (devenu archidiacre de Salisbury (en)) - 1193–1198 : Guillaume de Sainte-Mère-Église (devenu évêque de Londres) - avant 1199–après 1222 : Richard Grosseteste - avant 1223–après 1223 : Guillaume de Merston - avant 1226–après 1246 : Étienne de Tisbury - avant 1246–1247 : Roger de Buscot - 1247–après 1257 : Nicolas de York - avant 1258–après 1271 : Roger de la Grene - avant 1275–après 1279 : Henry Brandeston (en)) (devenu archidiacre du Dorset (en)) - avant 1283–après 1284 : Ralph de Leicester - avant 1284–après 1287 : Ralph le Waleys de Brightwell - après 1288–après 1296 : Guillaume d'Abingdon - avant 1299–1303 : Richard de Sotwell - ?–1304 : Thomas de Savoie - 25 janvier 1304–avant 1320 : Guillaume de Chaddleshunt - avant 1321–avant 1326 : Gérald de Tilheto - mars 1326 : Iswin de Gandavo - mars 1326 : Robert de Baldock - 27 mars 1326 – 1331 : Robert de Ayleston (devenu archidiacre de Berkshire (en)) - 8 août 1331–après 1333 : Ralph de Querendon - 10 janvier 1333 – 30 juin 1343 : Jean de Whitchurch - 30 juin 1343–avant 1361 : John Barne - 26–27 décembre 1361 : John Lineden - 27 décembre 1361–après 1379: John Silvestre ou Codeford - 1388–avant 1407 : Nicolas Wykeham - 17 mars–21 avril 1407 : William Magot - 21 avril 1407–mars 1419 : John Chitterne (devenu archidiacre de Salisbury) - 1419–avant 1423 : John Gaunstede - 13 octobre 1423 – 1449 : John Symondesburgh - 14 août 1449 – 1452 : John Chadworth (en) (devenu évêque de Lincoln) - 8 novembre 1452–après 1454 : Marinus Ursinus - 27 mars 1457–avant 1464 : Vincent Clement - 10 octobre 1464 – 1478 : Peter Courtenay (devenu évêque d'Exeter) - 1er février 1479–après 1485 : Hugh Pavy (in commendam en tant qu'évêque de St David's jusqu'en 1485) - avant 1488–avant 1522 : Christopher Urswick, doyen d'York jusqu'en 1494, doyen de Windsor (1496–1505) et recteur d'Hackney à partir de 1502 (également archidiacre de Richmond (1494–1500), archidiacre de Norfolk (1500–1522) et archidiacre d'Oxford (à partir de 1504)) - 12 mai 1522–avant 1539 : Edward Finch - 15 janvier 1539–avant 1554 : John Pollard (également archidiacre de Cornouailles (en) à partir de 1543, archidiacre de Barnstaple (en) à partir de 1544) | - 1554–avant 1564 : John Lawrence (en) - 1564–après 1577 : Giles Lawrence (en) - 1577–10 mars 1590 : John Sprint - 1590–7 février 1610 : Edmund Lilly (en), Maître de Balliol - 7 mars 1610–avant 1614 : Walter Benet (en) - 15 novembre 1614–avant 1646 : Thomas Leche (en) - 1646–1663 : vacant (Commonwealth) - 6 juillet 1660 – 19 juillet 1663 : William Creed (en), Regius Professor of Divinity à Oxford (en) - 1er août 1663 – 15 décembre 1674 : Thomas Henchman (en) - 4 février 1675 – 1681 : Seth Ward (en) - 15 novembre 1681 – 1687 : Robert Woodward (en) (plus tard doyen de Salisbury) - 19 janvier 1687 – 20 mars 1696 : Thomas Ward (en) - 9 avril 1696 – 12 avril 1720 : Cornelius Yate (en) - 26 avril 1720 – 1735 : Thomas Rundle (devenu évêque de Derry) - 18 juillet 1735 – 2 janvier 1763 : Henry Stebbing (en) - 20 janvier 1763–avant 1768 : Charles Weston (en) - 22 septembre 1768–avant 1779 : Richard Brickenden (en) - 5 mars 1779–février 1799 : Arthur Coham (en) - 9 mars 1799 – 5 mai 1804 : William Douglas (en) - 9 mai 1804 – 8 juin 1828 : William Coxe - 14 juin 1828 – 24 juin 1862 : William Macdonald (en) - 1862–1863 : Henry Drury (en) - 1863–1868 : Charles Harris (en) (devenu évêque de Gibraltar) - 1868–1874 : Thomas Stanton (en) - 1874–1911 : Thomas Buchanan (priest) (en), vicaire de Potterne jusqu'en 1891, puis recteur de Poulshot jusqu'en 1905 - 1911–1912 : Frederic Wallis (en) (précédemment évêque de Wellington (en) ; plus tard archidiacre de Sherborne (en)) - 1912–1927 : Eric Bodington (en) (devenu archidiacre du Dorset (en)) - 1927–1951 : Joseph Coulter (en), vicaire de Calne - 1951–1974 : Cecil Plaxton (en), recteur de Pewsey jusqu'en 1965 - 1974–1980 : John Neale (en), évêque suffragant de Ramsbury (en) - 1980–1998 : John Smith (en), vicaire de Bishops Cannings, All Cannings et Etchilhampton jusqu'en 1983 ; puis de Redhorn à partir de 1990 - 1998–2004 : Barney Hopkinson (en) (précédemment archidiacre de Sarum (en)) - 2004–2012 : John Wraw (devenu évêque de Bradwell) - 2012–2013: Alan Jeans (en) - 28 janvier 2013–septembre 2015 : Ruth Worsley (en) - depuis le 22 février 2016 : Sue Groom (en) |